# フィーバーラッキーベル
フィーバーラッキーベルは、2002年9月にSANKYOが発売した、9分割8ラインを採用の液晶表示と巨大なベル役物が特徴的なパチンコ機のシリーズ名。
CRフィーバーラッキーベルFXとCRフィーバーラッキーベルMX、CRフィーバーラッキーベルJXとCRフィーバーラッキーベルRXの4機種がある。

## 概要
液晶型のデジパチ。有効ライン上に7図柄が2ライン以上揃うか、オールベル停止で確変に突入する。7が1ラインにしか揃わなかった場合は通常大当たりとなる。
スペックが異なるシリーズ機が4種類あり、全て確変と時短の両方を搭載している。

本機最大の注目アクションは、画面上に配置されているベル役物の予告演出である。
図柄テンパイ後のノーマルリーチ中や、スーパーリーチ中、再抽選アクション中など様々な場面で、左右に動き鐘が鳴る。
一度発生しただけでも大チャンスで、ノーマルリーチとスーパーリーチの両方で発生すれば激熱となる。

## スペック
- CRフィーバーラッキーベルFX
  - 賞球数 4&10&15
  - 大当たり最高継続 15R（10カウント）
  - 大当たり確率 1/356.3
  - 確変中大当たり確率　1/59.4
  - 確変突入率　1/2
  - 確変期間　次回大当たりまで/リミッターなし
  - 時短システム　全ての大当たり終了後　100回転
- CRフィーバーラッキーベルMX
  - 賞球数 4&10&15
  - 大当たり最高継続 15R（10カウント）
  - 大当たり確率 1/317.7
  - 確変中大当たり確率　1/59.6
  - 確変突入率　1/2
  - 確変期間　次回大当たりまで/リミッターなし
  - 時短システム　確変終了後　100回転
- CRフィーバーラッキーベルJX
  - 賞球数 4&10&15
  - 大当たり最高継続 15R（9カウント）
  - 大当たり確率 1/349.7
  - 確変中大当たり確率　1/58.3
  - 確変突入率　1/2
  - 確変期間　次回大当たりまで/リミッターなし
  - 時短システム　全ての大当たり終了後　100回転
- CRフィーバーラッキーベルRX
  - 賞球数 4&10&15
  - 大当たり最高継続 12R（10カウント）
  - 大当たり確率 1/325.7
  - 確変中大当たり確率　1/54.3
  - 確変突入率　1/2
  - 確変期間　次回大当たりまで/リミッターなし
  - 時短システム　全ての大当たり終了後　100回転

## 図柄
- 7
- ベル

## 演出
予告アクション

- ロータリー予告

変動開始時にリールが通常とは異なる動きを見せる。下向きに流れるリールは、いずれかに7が停止する。
- 天使予告

図柄テンパイ後にチビ天使が横切る。大天使ベルベルが横切るパターンは大チャンスである。
- 役物チビ天使予告

変動開始時に画面上の役物のチビ天使が動く。発生したらリーチ確定である。
- ビッグベン予告

リーチ中に役物のベルが動いて鐘の音が響く。発生すれば大当たりに期待ができる激熱アクションである。
- ランプ予告

リーチ中に役物のベル後ろのランプがブルーフラッシュしたら信頼度が大幅にアップする。虹色に光れば大当たり確定である。
- 音声予告

変動音の遅れや、無音、チャッカー入賞時に鐘の音が聞こえるなどの違和感演出。発生した時点で大当たり確定である。
- HOLD予告

7やベルがHOLDされて変動する連続アクション。HOLDの数が増えるほど信頼度も上昇していく。
- GOLDEN HOLD予告

大当たり終了後の1回転目に、前回大当たりしたラインがHOLDされて、そのまま大当たりする。
発生した時点で大当たり確定のプレミアムアクションである。
- 連続リーチ予告

2連続でリーチが発生すれば期待度がアップする。

リーチアクション

- ノーマルリーチ

基本となるリーチで、図柄停止後のスベリや戻りアクションもある。
- 天空の城リーチ

ノーマルリーチから発展後に、画面の左右にチビ天使が登場し、天空の城に向かって進んでいく。
天使ではなく悪魔が登場したらプレミアムパターンである。
- ブルースカイリーチ

ノーマルリーチから発展後に、背景が空に変化しチビ天使が登場。大当たり図柄が行ったり来たりを繰り返し、停止できれば大当たりとなる。
- ウインターベルリーチ

ノーマルリーチから発展後に、背景が冬に変化し、クリスマスツリーの巨大ベルが登場。図柄がコマ送りで進んでいく。
- チャンスアップリーチ

リーチハズレ後にチビ天使が登場する。チビ天使がベルを鳴らしながら図柄がコマ送りで進んでいく。
左下のマスなどの隅でリーチがかかり、ハズれた場合に発展することがある。
- スライドリーチ

ハズレ出目で停止した後に、リールが横にスライドして発展。通常は縦に図柄が変動するが、スライドに発展すると横スクロールに変化する。
テンパイライン数が多いほどチャンスアップとなる。
- 大回転オールセブンリーチ

変動開始後に上、中、下段リールが横に大回転する。
発生したらオールセブンが揃うプレミアムアクションである。
- ロータリーオールセブンリーチ

変動開始後にリールが全て下向きにゆっくり変動し、全回転のような動きを見せる。
発生したらオールセブンが揃うプレミアムアクションである。

再抽選アクション

通常大当たりの場合に、図柄の再抽選アクション「ANGEL TIME」が発生する。7が揃っていないマスが再始動し、2ライン以上揃えば確変昇格となる。
再抽選中は中央役物の巨大ベルが必ず動くが、動き出すタイミングに「遅れ」が発生することがある。
通常のタイミングより約2.5秒遅れて動き出す違和感演出である。この「遅れ」はリーチ演出中の巨大ベルが動くタイミングでも発生することがあり、発生した時点で期待度が大幅にアップするアクションである。

## コンシューマ移植
- FEVER 7 SANKYO公式パチンコシミュレーション(PlayStation 2用)
  - 『FEVER 7 SANKYO公式パチンコシミュレーション』(PlayStation 2用、インターナショナルカードシステム、2003年3月20日発売、SLPS-20265、JAN-4997940201153)にCRフィーバーラッキーベルFX･CRフィーバーラッキーベルMX･CRフィーバーラッキーベルJX･CRフィーバーラッキーベルRXが収録。